# Schneider Weisse
La  Schneider Weisse è una birra di stile weisse prodotta in Germania dall'azienda G. Schneider & Sohn. La birra prende il nome dal fondatore della fabbrica e creatore della ricetta nel 1872, Georg Schneider.
La birra viene anche chiamata Schneider Weisse Original, per distinguerla dall'altra weisse prodotta dall'azienda, l'Aventinus, quest'ultima una weizen scura.

## Descrizione
Questa weisse, condizionata in bottiglia, è prodotta utilizzando il 60% di malto di frumento, luppolo Hallertauer Tradition e Hallertauer Herkules. I suoi gradi Plato sono 12,8°P,  e la sua amarezza, nella scala IBU, ha un valore di 14. Il suo colore, a discapito del nome "weisse" (traducibile dal tedesco come "bianco") è tendente allo scuro. Viene commercializzata senza pastorizzazione né filtraggio.
Nel bicchiere la schiuma si forma delicata e persistente. Al gusto è fine ma decisa, richiamando note fragranti di cannella, noce moscata. Il retrogusto è caratterizzato dal sapore di nocciole.

## Storia
In Baviera, durante il regno di Massimiliano I, la birra di grano ad alta fermentazione, cosiddetta "weisse", era sempre stato un prodotto di grande popolarità e la sua vendita un grande introito economico; la sua produzione era appannaggio della famiglia aristocratica dei Degenberger che versava ricchi diritti commerciali alla Corona. Verso la fine dell'Ottocento, il successo commerciale delle birre a bassa fermentazione, più facilmente realizzabili grazie all'invenzione della refrigerazione industriale, fece precipitare la produzione delle birre di grano ad alta fermentazione. Nelle birrerie la produzione delle più richieste birre a bassa fermentazione soppiantò la produzione delle weisse. Sotto il regno di Ludovico II, l'imprenditore di Monaco di Baviera, George I Schneider, non si arrese al declino delle weisse e si dedicò alla produzione di questo tradizionale stile di birra, ottenendo l'autorizzazione dall'Hofbräumant (letteralmente, "birraio di corte") a produrla su scala industriale che iniziò nel settembre del 1872 nei nuovi stabilimenti di Monaco, aperti con il figlio George II.
La Scneider Weisse, nel 1995, ha vinto la medaglia d'oro al World Beer Championship.